# Liste der National-Lampoon-Filme
In den 1970er und frühen 1980er Jahren wurden einige Filme als Spin-Offs des ursprünglichen National Lampoon Magazins gedreht, wobei einige Mitarbeiter des Magazins den Entwurf und das Drehbuch verfassten und einige Schauspieler, die auch in der National Lampoon Radio Hour und der Bühnenshow National Lampoon's Lemmings auftraten, als Darsteller eingesetzt wurden.

## Geschichte
Der erste Film von National Lampoon war Ich glaub’, mich tritt ein Pferd (1978). Mit John Belushi in der Hauptrolle und einem Drehbuch von Doug Kenney, Harold Ramis und Chris Miller wurde der Film zu einer der einträglichsten Komödien aller Zeiten. Der mit geringem Budget produzierte Film war so erfolgreich, dass der Name „National Lampoon“ im Titel eines Films in den folgenden zwei Jahrzehnten als wertvolles Marketingwerkzeug angesehen wurde.
Es besteht erhebliche Unklarheit darüber, was einen „National Lampoon“-Film ausmacht, da nach dem Erfolg von Ich glaub’, mich tritt ein Pferd eine große Anzahl von Filmen gedreht wurde, die den Namen „National Lampoon“ als Teil des Titels trugen und in denen in einigen Fällen Schauspieler mitwirkten, die bereits in anderen National Lampoon-Produktionen mitgewirkt hatten. Viele dieser so genannten „National Lampoon“-Filme waren Projekte, die nichts miteinander zu tun hatten, da der Name „National Lampoon“ in den meisten Fällen in den 1980er und 1990er Jahren von jedem Unternehmen gegen eine Gebühr einmalig lizenziert werden konnte. Es gibt auch Fälle, in denen ein Film, der ursprünglich außerhalb der USA unter einem Titel veröffentlicht wurde, für die US-Veröffentlichung mit dem Zusatz „National Lampoon's“ versehen wurde, wie z. B. der kanadische Film Going the Distance aus dem Jahr 2004, der nur bei der amerikanischen Kino- und DVD-Veröffentlichung als „National Lampoon“-Film gekennzeichnet wurde.

## Filme
Originales Unternehmen
- 1978: Ich glaub’, mich tritt ein Pferd
- 1982: Ich glaub' mein Straps funkt SOS
- 1982: National Lampoon's Movie Madness
- 1983: Die schrillen Vier auf Achse
- 1984: National Lampoon's Joy of Sex
- 1985: Hilfe, die Amis kommen
- 1989: Schöne Bescherung

J2 Communications
- 1993: Loaded Weapon 1
- 1995: National Lampoon's Senior Trip
- 1997: Die schrillen Vier in Las Vegas
- 1998: National Lampoon's Golf Punks
- 2002: Party Animals – Wilder geht’s nicht!
- 2002: Repli-Kate
- 2003: National Lampoon's Blackball
- 2003: National Lampoon Presents: Jake's Booty Call

National Lampoon, Inc.
- 2003: Ladykillers
- 2003: College Animals
- 2003: Almost Legal – Echte Jungs machen’s selbst
- 2004: Road Party (Going the Distance)
- 2004: National Lampoon's The Almost Guys
- 2005: National Lampoon's Adam & Eve
- 2006: Die Casting Couch – Heiße Dates und sexy Girls
- 2006: National Lampoon Presents Electric Apricot: Quest For Festeroo (Mockumentary)
- 2006: National Lampoon's Pucked
- 2006: Party Animals 2 – Die Legende geht weiter
- 2006: National Lampoon's The Beach Party at the Threshold of Hell
- 2007: Homo Erectus – Einfach prä-hysterisch
- 2007: National Lampoon's Totally Baked: A Pot-U-Mentary
- 2007: National Lampoon's Bag Boy
- 2008: National Lampoon Presents: One, Two, Many
- 2009: National Lampoon Presents: RoboDoc
- 2009: College Vampires
- 2009: Surf Party – Bikini-Babes und kaltes Bier
- 2010: National Lampoon's Cheerleaders Must Die!
- 2010: Dirty Movie
- 2010: National Lampoon's Ratko: The Dictator's Son
- 2011: National Lampoon's Frat Chance
- 2011: 301 – Scheiß auf ein Empire
- 2011: National Lampoon's Snatched
- 2013: National Lampoon Presents Surf Party
- 2015: National Lampoon: Drunk Stoned Brilliant Dead

## Produktionen fürs Fernsehen
Originales Unternehmen
- 1979: Disco Beaver from Outer Space

J2 Communications
- 1994: National Lampoon's Attack of the 5 Ft. 2 In. Women
- 1995: National Lampoon's Favorite Deadly Sins
- 1997: Dad’s verrückte Woche
- 1997: Der Psycho-Pate
- 1998: National Lampoon's Men in White

National Lampoon, Inc.
- 2003: Ein Cousin zum Knutschen
- 2003: Schöne Bescherung 2 – Eddie geht baden
- 2004: National Lampoon Live: Down & Dirty
- 2006: Professor Pepper's School of Good Stuff
- 2006: Wannabes

## Heimkinoveröffentlichungen
Originales Unternehmen
- 1973: National Lampoon's Lemmings
- 1985: O.C. and Stiggs
- 1986: National Lampoon's Class of '86

J2 Communications
- 1994: Sam und Dave – Zwei Ballermänner auf Tauchstation

National Lampoon, Inc.
- 2004: National Lampoon Presents: Lost Reality
- 2005: The Girls of National Lampoon's Strip Poker
- 2005: National Lampoon Presents: Lost Reality 2 – More of the Worst
- 2005: National Lampoon's Boobies
- 2005: National Lampoon's Teed Off
- 2005: National Lampoon's Teed Off: Behind the Tees
- 2006: National Lampoon's Teed Off Too
- 2006: College Animals 2
- 2006: Paris Hilton – Die Party Animals sind zurück!
- 2007: Hard Four
- 2007: National Lampoon's Spring Break
- 2007: National Lampoon's TV: The Movie
- 2009: Party Animals 3 – Willkommen auf der Uni
- 2009: RoboDoc Dissected: The Making of RoboDoc
- 2010: Dracula's Daughters vs. the Space Brains
- 2010: Sex Tax: Based on a True Story
- 2011: Night of the Little Dead
- 2012: Another Dirty Movie